# Las Guabas
Las Guabas es un corregimiento ubicado en el distrito de Los Santos en la provincia panameña de Los Santos. Se localiza más o menos a un kilómetro de la carretera Vía Macaracas. En el año 2010 tenía una población de 677 habitantes y una densidad poblacional de 30,9 personas por km².

## Historia
El corregimiento de Las Guabas distrito de Los Santos fue fundado en el año 1909, se han realizado múltiples esfuerzos por saber la fecha exacta y ha sido infructuoso conseguir la misma.
Durante su fundación el primer corregidor lo fue el señor Manuel García con residencia en La Villa de Los Santos.
Las Guabas fue el tercer corregimiento del distrito de Los Santos, quedando así; primero corregimiento cabecera de La Villa de Los Santos, segundo el corregimiento de Sabana Grande, luego Las Guabas.
Los pintorescos de la época dejaron constancia verbal de la fundación del Corregimiento de Las Guabas por La Honorable Asamblea de Diputados.
Los primeros habitantes, los cuales dieron fe de la fundación del corregimiento, reposan en el Panteón El Jagüito (tal como le llaman en la época). Este campo santo está localizado al norte del poblado casi a un kilómetro y medio detrás del actual.
Manifiesta la población mayor, que algunos de los primeros pobladores fueron: Maximino Rodríguez,  que confeccionaba machetes muy visitado por persona de lugares aledaños, Hermenegildo Rodríguez, Mateo Villar, Pastor Pérez, Chin Ramos, Tomasito Rodríguez, Atanasio Gutiérrez, Mercedes Vega, Urbano Escobar, Pedro Meneses, Carmen Sánchez, los Samaniego (su descendencia). Luego fueron llegando otros pueblerinos cuyos apellidos se mantienen en la actualidad.[cita requerida]
En la década de los 50 Las Guabas no contaba con una vía por donde pudieran entrar los pocos automóviles de la época, laboraba como maestra en esta comunidad la educadora Briseida Morcillo, tenía que entrar a caballo, fue entonces cuando su esposo el Ing. Tomás Guerra, decide hacer el corte del camino para que pudieran entrar los automóviles, las dos quebradas no contaban con puentes, posteriormente fue construido uno de madera en la quebrada El Caballo.
La primera escuela funcionó en el Nancesillo, específicamente, donde esta la casa del señor Simón Martínez, en la actualidad aún se conserva la base del asta donde se colocaba la bandera.

## Toponimia y gentilicio
Las Guabas es una bella y pintoresca comunidad, enclavada a orillas de las fuentes de aguas de las quebradas El Caballo, El Nancesillo y El Roble, muy cerca de la vía que conduce a Macaracas.
Este pueblo se ha distinguido por sus principios católicos, por la sencillez de sus habitantes, como baluarte de su idiosincrasia pueblerina. Su población se caracteriza por ser muy campechana, amable y trabajadora. 
Todo visitante disfruta el paisaje que se divisa y el panorama encantador de una plaza bordeada de viviendas sencillas, una majestuosa Iglesia Católica con su Santo Patrono San Andrés, un Subcentro de Salud equipado con nuevas tecnologías, y la Corregiduria, producto del ezfuerzo de sus habitantes, el gobierno nacional y la voluntad de Dios.
En la economía las Guabas es mediante la agricultura y la ganadería, al igual que ciertas familias poseen Kioscos, Abarroterias o comúnmente llamadas tiendas.   
Dentro de los pueblos pertenecientes al Corregimiento de las Guabas podemos mencionar: Nancecillo, Cañazas, Santa Clara, Las Guabas Arriba, El Roble, La Rana, San Andrés, El Llano Los Escobares y el regimiento de La Mina.
A las personas que habitan el corregimiento de Las Guabas se les conoce comúnmente con el gentilicio guabeño (a).Toma su nombre de la Guaba un árbol mimosáceo oriundo de América. Cuenta la población mayor que el nombre es originario del árbol de guaba y que anteriormente este pueblo era habitado por indígenas.

## Geografía física
Las Guabas se encuentra ubicada en las coordenadas.coord|07|49|00|N|80|29|00 y tiene como relive a los cerros la teta con 120 msnm, cerro la miel con 205 msnm, cerro la paja o de los vega con 301 msnm el cual muestra un hermoso bosque natural.Las Guabas  recibe al año un promedio de 1,700 milimetros de lluvia (1 litro por cada metro cuadrado) las cuales van aumentando debido a la cercania al Distrito de Macaracas en donde empieza el bosque humedo tropical. Su clima  desciende en los veranos hasta en algunos casos a 13.8 grados celsius, en promedio 20 grados y en los inviernos hasta 21 grados centígrados, también la gran parte del año se llena de  niebla en la noche dando un amanecer muy acogedor lleno de niebla con vistas hermosa de la madre naturaleza.|type:city}}. De acuerdo con los datos del INEC el corregimiento posee un área de 21,9 km².

## Demografía
De acuerdo con el censo del año 2010, el corregimiento tenía una población de unos 677 habitantes. La densidad poblacional era de 30,9 habitantes por km². 